# Antioquia-Buschammer
Die Antioquia-Buschammer (Atlapetes blancae) ist eine wenig erforschte Singvogelart aus der Gattung der Buschammern (Atlapetes). Sie ist im kolumbianischen Bundesstaat Antioquia endemisch und wurde erst 2007 auf der Basis von drei Museumsexemplaren beschrieben. Das Artepitheton ehrt die kolumbianische Lepidopterologin Blanca Huertas, die Lebensgefährtin des Erstbeschreibers Thomas M. Donegan. Zum anderen bezieht sich blancae auf die helle Unterseite.

## Merkmale
Das größte gefangene Exemplar der  Antioquia-Buschammer misst 17 cm. Der Rücken und die Oberschwanzdecken sind schiefergrau. Die Hand- und Armschwingen sind dunkler rußgrau. Eine schwarze Gesichtsmaske verläuft von vor den Augen bis hinter die Ohrdecken. Die Stirn, der Scheitel und der Nacken sind leuchtend rot. Die Unterseite ist hell. Der Bartstreif ist dunkel, undeutlich und fein. Die mittleren Handschwingen zeigen an der Basis ein kleines weißes Flügelfeld. Bei den juvenilen Vögeln fehlt das Flügelfeld und das Gefieder zeigt überall braunere Töne.  Von der Gelbbrust-Buschammer (Atlapetes latinuchus) unterscheidet sich die Antioquia-Buschammer durch ihre leuchtend rote Haube, durch das kleinere Flügelfeld, durch den graueren anstatt des schwarzen Rückens und durch die grauere anstatt der gelben Unterseite. Von der Graubrust-Buschammer (Atlapetes schistaceus) unterscheidet sie sich durch den intensiver rot gefärbten Scheitel, durch das kleinere Flügelfeld, durch die hellere Unterseite und durch das Fehlen eines ausgeprägten Bartstreifs oder einer starken Abgrenzung zwischen Kehle und Brust.

## Entdeckung und Status

Verbreitungsgebiet (grün) der Antioquia-Buschammer in Kolumbien

Die Antioquia-Buschammer war bis 2018 nur von drei Bälgen bekannt, die aus drei verschiedenen Museumssammlungen stammen und zuvor als Atlapetes schistaceus falschetikettiert waren. Der Holotypus stammt aus einer Sammlung von Hermano Daniel aus La Lana nahe San Pedro de los Milagros. Weder das Geschlecht des Vogels noch das Sammeldatum sind auf dem Etikett angegeben. Der erste Paratypus ist ein adultes Männchen, das 1971 von Hermano Marco Antonio Serna ebenfalls in La Lana gesammelt wurde. Der zweite Paratypus ist ein juveniles Exemplar, bei dem weder der Fundort, noch der Sammler oder das Sammeldatum angegeben sind. Bei Expeditionen in La Lana in den Jahren 2007 und 2008 konnte Thomas M. Donegan diese Art nicht wiederentdecken. Im Januar 2018 gelang dem kolumbianischen Ornithologen Rodolfo Correa Peña die Wiederentdeckung in der Nähe der Gemeinde San Pedro de los Milagros. Es wird angenommen, dass wahrscheinlich weniger als 20 Antioquia-Buschammern existieren. Als Hauptgefährdung gelten die Umwandlung der Waldgebiete in Weideland oder in Anbauflächen für Blumen. Nachdem die Antioquia-Buschammer im Jahre 2008 vom South American Classification Committee als valides Taxon anerkannt wurde, nahm BirdLife International sie 2009 in die Liste der vom Aussterben bedrohten Vogelarten auf.